# Route magistrale 32 (Serbie)
Pour les articles homonymes, voir M32 et Route 32.
La Route Magistrale 32 (en serbe : Државни пут ІВ реда број 32, Državni put IB reda broj 32 ; Магистрала број 32, Magistrala broj 32) est une route nationale de Serbie qui relie entre elles le village serbe de Ribariće jusqu’au Kosovo-et-Métochie.
Cette route nationale fait également partie de la route européenne 65 et de la route européenne 80 entre le village de Ribariće et le Kosovo-et-Métochie.
À ce jour, elle ne comporte aucune section autoroutière (Voie Rapide en 2 x 2 voies).

## Routes Européennes
La Route Magistrale 32 est aussi :
| Numéro | Tracé                                   |
| ------ | --------------------------------------- |
| E65    | Entre Ribariće et le Kosovo-et-Métochie |
| E80    | Entre Ribariće et le Kosovo-et-Métochie |